# بلدة ريدسبورغ (ويسكونسن)
ريدسبورغ (بالإنجليزية: Reedsburg (town), Wisconsin)‏ هي بلدة تقع بولاية ويسكونسن في الولايات المتحدة. تبلغ مساحتها 79.7 (كم²)، وترتفع عن سطح البحر 329 م، بلغ عدد سكانها 1236 نسمة في عام 2000 حسب إحصاء مكتب تعداد الولايات المتحدة وتصل الكثافة السكانية فيها 15.5 نسمة/كم2.

## وصلات خارجية
- The US50 - Cities and Towns in Wisconsin State
- Wisconsin Cities and Towns, Facts, Map, Flag, Colleges, Government, and More